# 莫耶斯峰
67°45′S 61°13′E / 67.750°S 61.217°E
莫耶斯峰（英語：Moyes Peak）是南極洲的山峰，位於麥克羅伯特森地，處於皮爾斯峰以北3.7公里、法拉崖西南面22公里，該山峰在1931年2月被探險隊發現，現時由南極條約體系管理。